# Cimeše
Cimeše (szerbül: Цимеше) szerb falu Bosznia-Hercegovinában, a Bosznia-hercegovinai Föderáció Una-Szanai kantonjában, Bosanski Petrovac községben. 

## Fekvése
Bosznia-Hercegovina nyugati részén, Bihácstól légvonalban 37, közúton 44 km-re délkeletre, Bosanski Petrovactól légvonalban 12, közúton 18 km-re nyugatra a Bjelajsko polje (Bjelaji-mező) déli részén, az Osječenica-hegy alatt található. A házak sorban állnak, egymás mellett. A falu Bjelajska polje felé eső részét Konjski brijegnek hívják. Keleten a falu felett dombok találhatók: a Magarevac, a Cimeše, a Grabik és a Raušovica. Cimeše nem rendelkezik saját forrással, így a helyi vízellátást Bjelajból látják el. A föld a Bjelajsko polje többi részéhez képest nagyon termékeny, ezért a helyiek inkább mezőgazdasággal, főként szarvasmarha-tenyésztéssel foglalkoztak.

## Népessége
| Nemzetiségi csoport | Népesség 1991 | Népesség 2013 |
| ------------------- | ------------- | ------------- |
| Szerb               | 130           | 24            |
| Bosnyák             | 9             | 3             |
| Horvát              | 0             | 0             |
| Jugoszláv           | 0             | 0             |
| Egyéb               | 0             | 0             |
| Összesen            | 139           | 27            |

## Története
A falu házai felett található a régi templom régészeti lelőhelye. A maradványokon egy a késő ókorból, az 5-6. századból származó bazilika építészeti jegyeit fedezték fel. Mellette számos, korábban felásott halomsír található. Csontokat, és bronzból, valamint aranyozott ezüstből készült ékszereket találtak bennük. Előkerült egy barbár ősi formák stílusában készült, díszített végű bronz karkötőpár, valamint toll formájú hajtűkre is akadtak. A tárgyak a keleti gótokhoz tartoznak, akik több évszázadon át éltek ezen a területen.
Az 1992-1995-ös bosznia-hercegovinai háborúban a falu 1996 tavaszán teljesen leégett. A háború után részben újjáépítették.

## Nevezetességei
- Manastirište – késő ókori és középkori templom maradványai. A templom kereszt alaprajzú volt, hosszúsága 10 méter, szélessége 7 méter, apszisa a keleti oldalán volt. A templomban a 19. században egy mára már elveszett, feliratos márványtáblát találtak. A templom korát az 5.-6. században határozták meg. Körülötte számos halomsír volt látható, ahol 1898-ban V. Čurčić végzett próbaásatásokat. A 12 megásott sírhalomból kettőt tárt fel teljesen.[7]

## Fordítás
- Ez a szócikk részben vagy egészben  a   Cimeše című bosnyák Wikipédia-szócikk ezen változatának fordításán alapul.  Az eredeti cikk szerkesztőit annak laptörténete sorolja fel. Ez a jelzés csupán a megfogalmazás eredetét és a szerzői jogokat jelzi, nem szolgál a cikkben szereplő információk forrásmegjelöléseként.